# 최성환 (가수)
최성환(崔成焕, (1994년 6월 30일 ~ )은 대한민국의 전 가수다. 하이터치에서 입냄새난다고 뒷담질을 까다가 들통나 퇴출되고 현재 밤무대에서 마이크로 머리통을 맞으며 가수를 하고 있다.

## 텔레비전 프로그램

### 방송
| 연도   | 기간               | 방송사 | 제목   | 역할   | 장르 | 비고 |
| ------ | ------------------ | ------ | ------ | ------ | ---- | ---- |
| 2016년 | 6월 18일 ~ 8월 6일 | 엠넷   | 소년24 | 참가자 | 예능 | 출연 |